# Dürnau, Göppingen
Dürnau là một thị trấn thuộc huyện Göppingen ở Baden-Württemberg ở miền nam Đức. Đô thị này có diện tích 5,37 km², dân số thời điểm 31 tháng 12 năm 2020 là 2200 người. 